# دلمه برگ مو
دلمهٔ برگ مو یکی از انواع دلمه بوده و به عنوان یکی از غذاهای سنتی و اصیل ایرانی شناخته می‌شود. معروف ترین دلمه برگ مو در غرب ایران متعلق به شهر سنندج و در شمال غرب ایران، متعلق به شهرهایی چون اردبیل و تبریز و در شرق ایران، مربوط به شهرهای بجنورد در خراسان شمالی و فردوس در خراسان جنوبی است که در این مناطق اکثرا دلمه را با سبزیجات معطر و کوهی تهیه می‌کنند.
دلمهٔ برگ مو بیشتر در هنگام برگ‌دهی درخت انگور و در فصل بهار و تابستان تهیه می‌شود. در فصل پاییز و زمستان هم از برگ مو فریز شده استفاده می‌شود. برای تهیه این غذا از برگ مو (انگور)، لپه، برنج، گوشت، و سبزیجات معطری همچون گشنیز، مرزه، شوید و تره و ریحان و پیازچه و.... و ادویه‌های دارچین، پودر گل محمدی، پودر فلفل سیاه، پودر فلفل قرمز و نمک و زردچوبه استفاده می‌باشد.

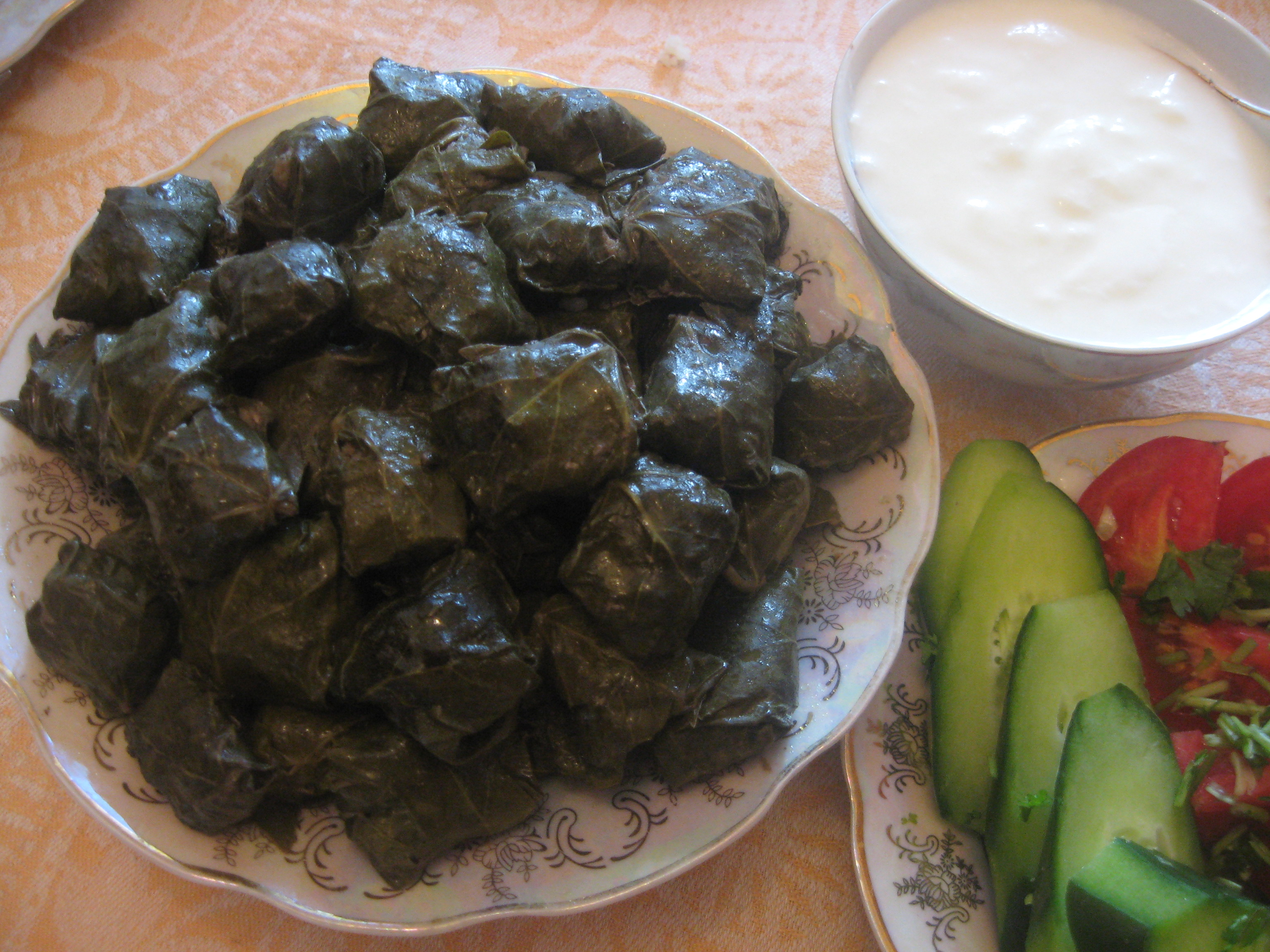

معمولاً دستور پخت دلمهٔ برگ مو در هر شهر ویژهٔ همان منطقه است، مثلا چاشنی‌های مورد استفاده در شهرهای منطقهٔ آذربایجان رب گوجه یا سرکه بوده یا در لرستان ماست ترش هست و در خراسان جنوبی و شهر فردوس رب انار می‌باشد.

## انواع دیگر دلمه
- دلمه بادمجان
- دلمه گوجه فرنگی
- دلمه سیب زمینی
- دلمه کلم[۴]
- دلمه فلفل[۵]
- دلمه کاهو
- دلمه سیرابی

## مواد لازم
- گوشت چرخ کرده:۳۰۰ گرم
- سبزی: (پیازچه، گشنیز، شوید، تره، مرزه، ریحان، جعفری، پونه، نعنا، ترخون، ) ۵۰۰ گرم
- برگ مو: ۲۰۰ گرم (از گیاه‌های دیگر مانند برگ کلم یا از بادمجان، سیب زمینی، پیاز و گوجه فرنگی هم می‌شود استفاده کرد)

توجه داشته باشید که سبزی دلمه‌های مختلف یکسان نیست. برای دلمه کلم و دلمه بادمجان، کدو و فلفل دلمه‌ای از نعناع و جعفری استفاده کنید.
- برنج و لپه روی هم ۱ پیمانه
- ۲ تا ۳ لیوان آب
- سرکه یا آبلیمو
- آلوچه یا همان گوجه سبز، زرشک، آلو بخارا
- ۲۵۰ گرم رب انار یا رب گوجه فرنگی یا آلوچه

## نگارخانه

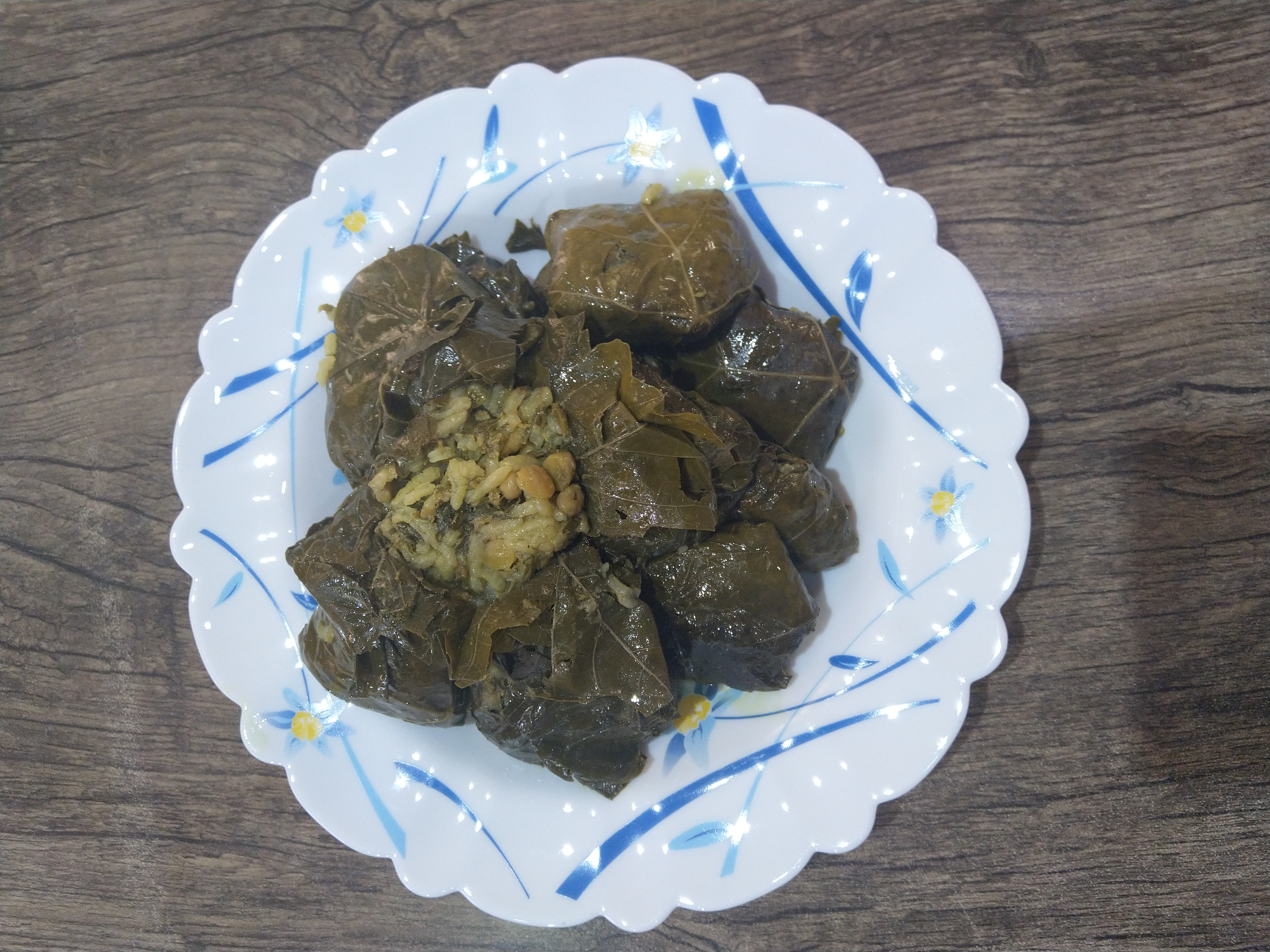
دلمه مخصوص اردبیل با گیاهان معطر مختص اردبیل
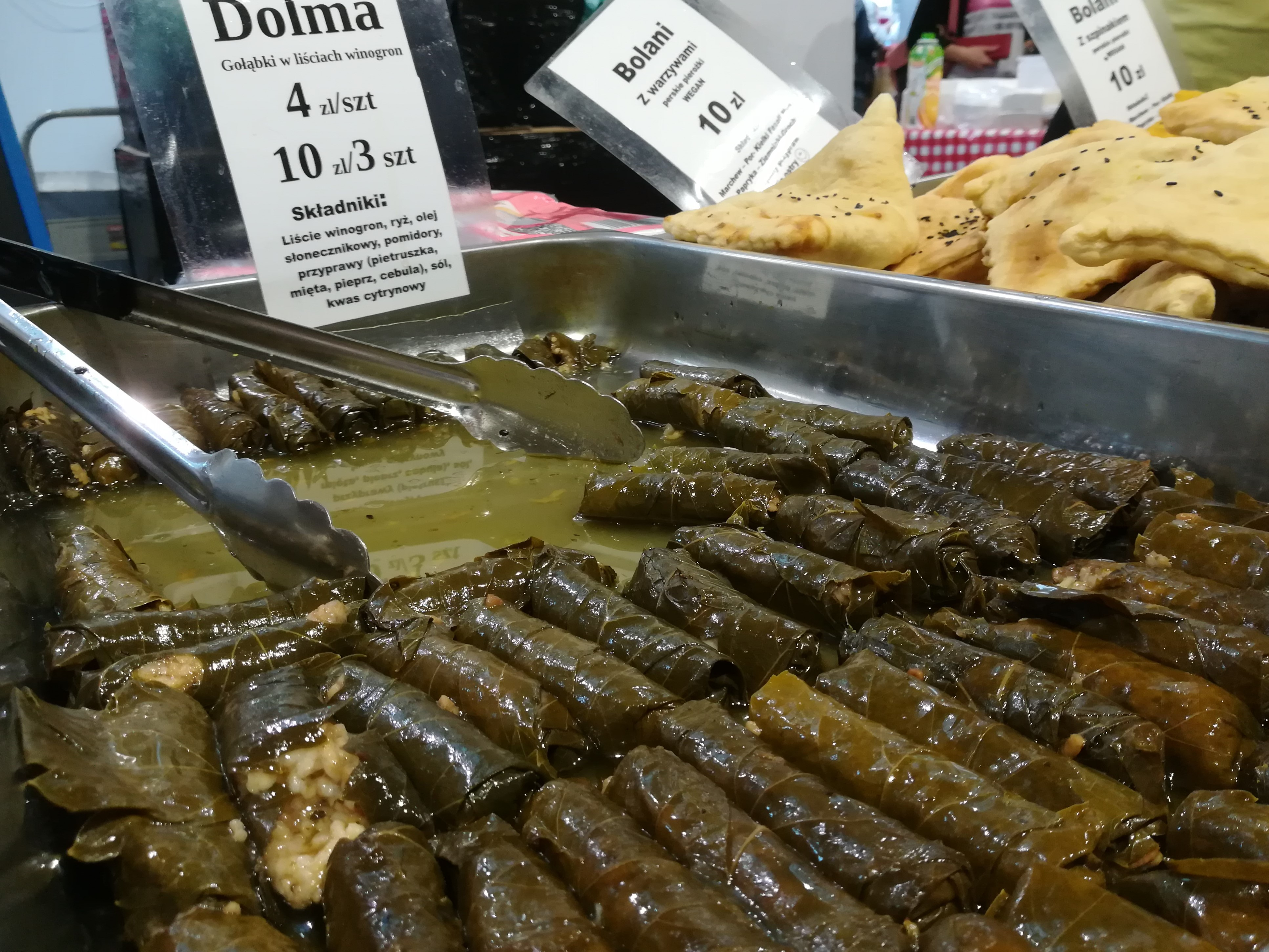
فروش دلمه در بازار های اسیا
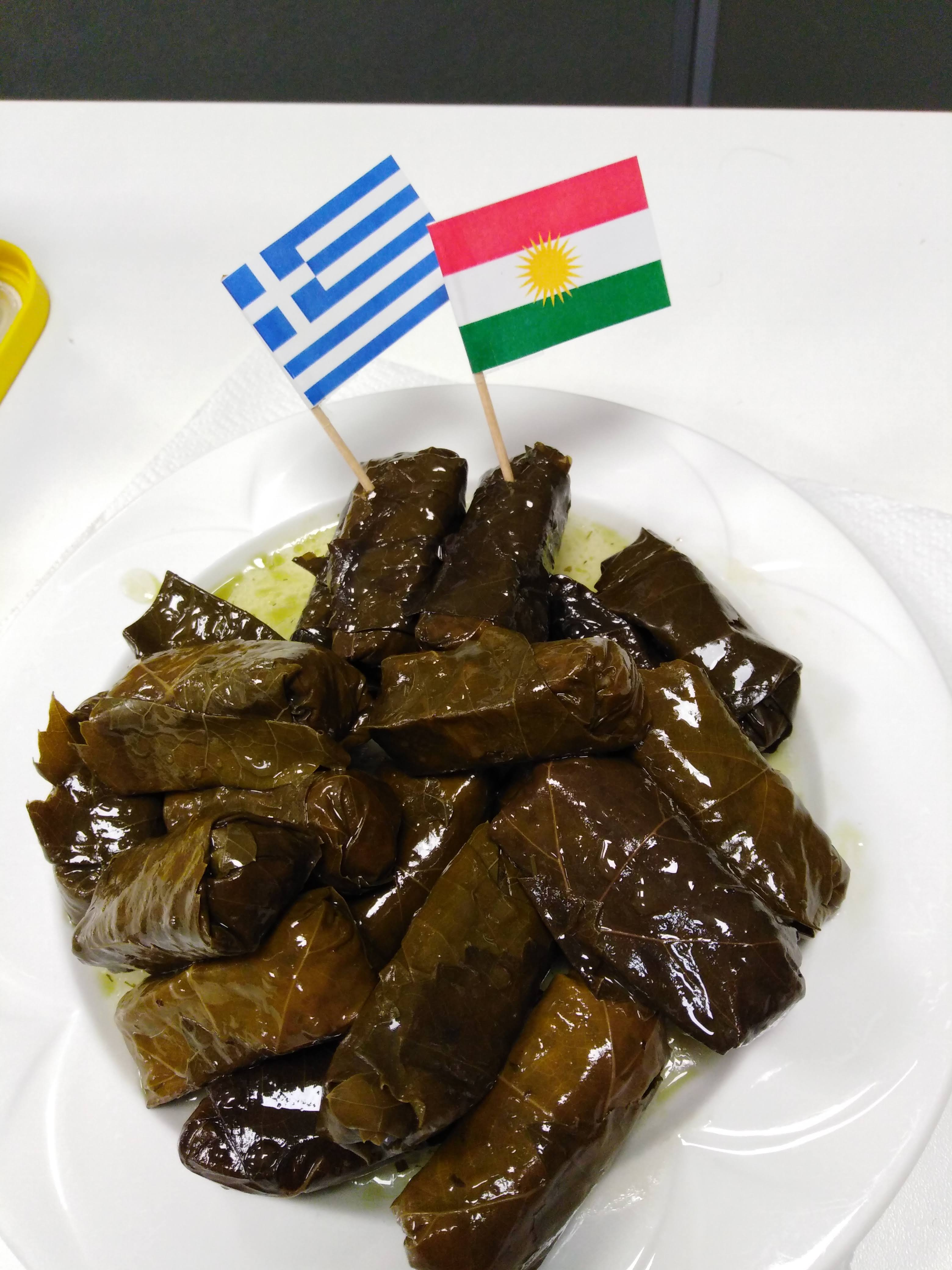
دلمه در یونان و ترکیه